# Kotłówka (województwo mazowieckie)
Kotłówka – wieś sołecka w Polsce położona w województwie mazowieckim, w powiecie garwolińskim, w gminie Żelechów.
| SIMC    | Nazwa | Rodzaj    |
| ------- | ----- | --------- |
| 0696846 | Budki | część wsi |
| 0696852 | Warda | część wsi |

W latach 1954–1956 wieś należała i była siedzibą władz gromady Kotłówka, po jej zniesieniu w gromadzie Zakrzówek. W latach 1975–1998 miejscowość administracyjnie należała do województwa siedleckiego.